# Ignaz Schiffermüller
Ignaz Schiffermüller est un entomologiste autrichien, né le 2 octobre 1727 à Hellmonsödt près de Linz et mort le 21 juin 1806 à Linz.
Il enseigne, aux côtés de Michael Denis (1729-1800), au Theresianum de 
Vienne. Les deux entomologistes constituent une vaste collection de papillons et publient la première liste d’espèces d’Autriche. Leur collection est détruite par les flammes lors de la révolution de 1848.
À partir des années 1760, il travaille sur un système d’identification des couleurs. Il publie en 1772 un Essai de système des couleurs (Versuch eines Farbensystems) dans lequel il se déclare partisan de la théorie des couleurs d'Isaac Newton, mais le cercle chromatique qu'il y publie modifie celui de Newton sur un point capital : conformément à ce qu'on peut déduire de l'expérience de la diffraction de la lumière blanche, une plage noire relie le bleu-violet au rouge-violet. Il en diffère aussi par douze dénominations également distribuées au lieu de sept placées irrégulièrement chez Newton, et ne représente que le pourtour, où Newton commentait ce qu'on devait trouver à l'intérieur du disque. Les transitions continues de couleur sont repérées par douze inscriptions, du I. bleu au vert-de-mer, vert, vert olive, jaune, orange, rouge feu, rouge, rouge carmin, rouge-violet, XII. bleu-violet.
Schiffermüller était ami de Jakob Hübner.